# Call It Whatever
"Call It Whatever" é uma canção da atriz e cantora Bella Thorne. Ela estreou em 14 de maio de 2014, na Rádio Disney e foi lançado pela Hollywood Records no iTunes no mesmo dia, como o primeiro single de seu primeiro EP, intitulado Jersey.

## Antecedentes
Thorne ouviu pela primeira vez a canção enquanto estava na África durante as filmagens do filme Blended, e o refrão ficou preso na sua cabeça. Ela pensou que a canção era "divertida".
A canção estaria no primeiro álbum de Thorne com o mesmo nome, mas foi cancelado, e a canção acabou entrando para o EP Jersey na versão remix.

## Composição
Call It Whatever foi classificado como um clássico bubblegum pop divertido. A estreia de Thorne no mundo musical tem sido chamado "mainstream" e "seguindo os passos de muitas estrelas do Disney Channel antes dela". Liricamente, Thorne disse que a canção é sobre "um menino e uma menina que não sabia realmente o que chamar [sua relação] para que eles estão chamando de tudo o que, porque não importa o que qualquer outra pessoa chama-lhe ".

## Recepção da crítica
Alex Kritselis de Bustle.com descreveu a canção como "quase uma obra-prima". Na verdade, em muitos aspectos, é uma espécie de um desastre. Vocais de Thorne são absolutamente com auto-tune. Às vezes, ela quase não soa humana. E ainda... a música é tão viciante. Thorne ganhou um monte de comparações com outras estrelas da Disney que começaram carreiras musicais de forma semelhante a Thorne. Ela negou as comparações, dizendo: "Eu não me acho nada perto delas. Acho que não, bem, Miley foi por aqui, e Selena foi por ali, então eu tenho que ir no meio. Isso não é ele. estou apenas sendo eu mesma. Minha canção é chamada de 'Call It Whatever. Você pode me chamar de qualquer coisa, se você gosta de mim ou não gosta de mim. Eu realmente não me importo.

## Videoclipe
O videoclipe para a canção foi filmado no início de abril de 2014. O vídeo foi dirigido por Mickey Finnegan e estreou no VEVO em 29 de maio de 2014. O video mostra Thorne vestida como garçonete em um bar de 1950. Ela dança e serve comida durante a tentativa de chamar a atenção de sua paixão. O vídeo ocorre em Diner Cadillac Jack em San Fernando Valley, no mesmo local usado no vídeo musical "Want U Back", de Cher Lloyd.

## Desempenho Comercial
O vídeo "Call It Whatever" chegou ao #10 de vídeos mais vendidos no iTunes, na posição #9.
Infelizmente o single "Call it Whatever" não teve uma boa posição no iTunes, que chegou a #618.

## Faixas
| Download digital |                    |                                                       |         |  |
| N.º              | Título             | Compositor(es)                                        | Duração |  |
| 1.               | "Call It Whatever" | Par Westerland; Rickard Goransson; Skyler Stonestreet | 3:03    |  |

## Histórico de lançamento
| Local          | Data               | Formato          | Gravadora         |
| -------------- | ------------------ | ---------------- | ----------------- |
| Estados Unidos | 14 de maio de 2014 | Download digital | Hollywood Records |